# Конгломерат (порода)
Конгломерат (от лат. conglomero — собираю в тесную кучу) — осадочная горная порода, которая представляет собой сцементированные три составных элемента: гальку или окатыши, обломки с более тонким заполняющим веществом (песок, алеврит и пр.), и связывающее вещество (цемент). В качестве цемента могут выступать карбонаты, мергели, оксиды железа. Внутри конгломератов могут быть другие конгломераты.
Основное отличие конгломератов от брекчии в том, что в последней вместо окатанной гальки значительно преобладают угловатые обломки.

## Типы и классификация
Типы по составу:
- Полимиктовый конгломерат — различный по составу конгломерат.
- Мономиктовый конгломерат — одинаковый по составу конгломерат.

Деление по размеру включений:
- Валунные конгломераты — содержат валуны размером 10—100 см.
- Крупногалечные конгломераты — содержат крупную гальку размером 5—10 см.
- Среднегалечные конгломераты — включают гальку 2,5—5 см.
- Мелкогалечные конгломераты — включают мелкую гальку 1—2,5 см.

Классификация по расположению в слоях:
- Базальные конгломераты — находятся в основании толщи (свиты), залегают с угловым или параллельным несогласием на более древних горных породах[2]
- Внутриформационные конгломераты — залегают в виде прослоев в отложениях единой осадочной формы. Образуются под влиянием размыва или периодического поступления обломочного материала[3]

Существует также генетическая (по происхождению) классификация конгломератов.